# دافيد تيلفر
دافيد تيلفر (بالإنجليزية: David Telfer)‏ (1 ديسمبر 1988 في غانا - ) هو لاعب كرة قدم غاني في مركز الوسط. شارك مع منتخب غانا لكرة القدم. أما مع النوادي، فقد لعب مع أشانتي غولد وFree State Stars F.C. ‏ وFC Rapid Ghidighici ‏.

## روابط خارجية
- دافيد تيلفر على موقع قاعدة بيانات كرة القدم.إي يو (الإنجليزية)
- دافيد تيلفر على موقع ناشيونال فوتبول تيمز (الإنجليزية)